# Jenštejn
Jenštejn è un comune della Repubblica Ceca facente parte del distretto di Praha-východ, in Boemia Centrale.